# RMS Ascania
El RMS Ascania fue un transatlántico británico operado por la Cunard Line. Fue botado el 20 de diciembre de 1923 en el astillero Armstrong Whitworth Shipbuilders Ltd en Newcastle-upon-Tyne; siendo el quinto de los seis transatlánticos de clase A de Cunard. Debido a sobrecostos imprevistos, el buque no se terminó hasta mayo de 1925. Después de prestar servicio en varias funciones militares durante la Segunda Guerra Mundial, fue reacondicionado y devuelto al uso civil en 1950, retirándose finalmente en 1956.

## Servicio
Su viaje inaugural fue entre Londres-Southampton-Quebec-Montreal a partir del 22 de mayo de 1925. Fue empleado en esta ruta, cambiando a Halifax, Nueva Escocia y Nueva York durante el invierno, hasta la Segunda Guerra Mundial. En julio de 1927 su alojamiento fue modificado a camarote, turista y tercera clase, y en marzo de 1939 a camarote y tercera clase. En diciembre de 1934, Ascania rescató a la tripulación del carguero SS Unsworth que se hundía en medio del Atlántico. Ascania tuvo problemas el 2 de julio de 1938 cuando encalló en el río San Lorenzo, cerca de la isla Bic. Sus 400 pasajeros fueron rescatados por el transatlántico de carga SS Beaverford mientras la tripulación del Ascania permaneció a bordo para reflotar el transatlántico, que fue reparado para volver al servicio unos meses después.

### Tiempos de guerra
El 24 de agosto de 1939, fue puesto en servicio naval y convertido en un crucero mercante armado. Armado con ocho cañones navales de 6 pulgadas (152 mm) y dos de 3 pulgadas (76 mm), se convirtió en el HMS Ascania con el número de gallardete F68. Navegó con la Fuerza de Escolta de Halifax y más tarde con la Fuerza de Escolta del Atlántico Norte en tareas de protección de convoyes. Desde noviembre de 1941 hasta septiembre de 1942 se desplegó en la estación de Nueva Zelanda. En octubre de 1942, fue devuelto al Reino Unido y fue empleado como buque de transporte de tropas por el Ministerio de Transporte de Guerra. Al año siguiente, el Ascania fue modificado para convertirse en un buque de desembarco de infantería y participó en la invasión de Sicilia en 1943 y en los desembarcos de Anzio y el sur de Francia de 1944.

### Posguerra
El Ascania fue devuelto a Cunard y reacondicionado, reanudando el servicio de pasajeros el 20 de diciembre de 1947 en la ruta Liverpool-Halifax. Fue sometido a una importante remodelación en 1949, hasta alcanzar las 14.440 toneladas de registro bruto (TRB) y con capacidad para 200 pasajeros de primera clase y 500 de clase turista. Volvió al servicio el 21 de abril de 1950 en la ruta Liverpool-Quebec-Montreal. El Ascania fue nuevamente utilizado como buque de transporte de tropas para los desembarcos de Suez. Finalmenten se retiró en diciembre de 1956.